# Cuba en el Festival de la OTI
Casi dos décadas después de celebrarse el primer festival de la OTI, Cuba participó por primera vez en 1991 (siendo el último país de Hispanoamérica en ingresar en esta competencia); el cual se celebró en Acapulco, México con la pieza “Si todos saben de ti”, interpretada por Delia Díaz de Villegas, la cual quedó entre las 10 finalistas.
Este país continuó participando durante las siguientes 8 ediciones del Festival de la OTI siendo su mejor resultado en la de 1995, realizada en San Bernardino, Paraguay, cuando la canción “Hoy no estás” de Cristina Rebull obtuvo el tercer lugar, superando así la novena posición, alcanzada un año antes por Oswaldo Rodríguez con el tema “Amor y cadenas” en Valencia, España. En las ediciones de 1997, 1998 y 2000 Cuba también quedó entre las finalistas de dichas contiendas.
Debido a su corta (y relativamente reciente) participación en el Festival de la OTI, la televisión cubana hasta el momento no ha organizado una edición internacional del certamen.

## Participaciones de Cuba en el Festival de la OTI
| Año  | Sede           | Artista                | Canción              | Director orquesta        | Posición | Pts |
| ---- | -------------- | ---------------------- | -------------------- | ------------------------ | -------- | --- |
| 1991 | Acapulco       | Delia Díaz de Villegas | Si todos saben de ti | Miguel Paterson          | F        |     |
| 1992 | Valencia       | Augusto                | Solo para mí         |                          | -        |     |
| 1993 | Valencia       | Manolo Sánchez         | Amor de miedo        | Guillermo Valverde       | 9        |     |
| 1994 | Valencia       | Oswaldo Rodríguez      | Amor y cadenas       | Guillermo Valverde       | 9        | 3   |
| 1995 | San Bernardino | Cristina Rebull        | Hoy que no estás     | Oscar Cardozo Ocampo     | 3        |     |
| 1996 | Quito          | Eduardo Antonio        | Me queda la canción  | Claudio Jácome Harb      |          |     |
| 1997 | Lima           | Tania Tania            | Golondrina           | Víctor Salazar           | Fin.     |     |
| 1998 | San José       | Osnel Odit Bavastro    | Un sueño loco        | Álvaro Esquivel Valverde | Fin.     |     |
| 2000 | Acapulco       | Indira Hernández       | Una vida nueva       | Hernando Hernández       | F        |     |